# Prvenstvo Hrvatske u nogometu za juniore 1992.
Prvo prvenstvo Hrvatske u nogometu za juniore nakon osamostaljenja je održano 1992. godine. Prvaci su postali nogometaši Rijeke.

## Prvi rang
Prvo je igrano po regijama nogometnog saveza, a četiri najuspješnije momčadi su se plasirale u završnicu.

### Završnica
Igrana u Splitu 13. i 14. lipnja 1992.
Konačni poredak: 

1. Rijeka (Rijeka) 

2. Osijek (Osijek) 

3. Split (Split) 

4. HAŠK Građanski (Zagreb)